# Olof Ohlsson
Olof Sixten „Olle” Ohlsson (ur. 4 października 1888 w Eskilstunie, zm. 21 lipca 1962 w Sztokholmie) – szwedzki piłkarz, reprezentant kraju grający na pozycji napastnika.

## Kariera klubowa
Podczas swojej kariery piłkarskiej Olof Ohlsson występował w IFK Eskilstuna.

## Kariera reprezentacyjna
W reprezentacji Szwecji Ohlsson zadebiutował 8 września 1908 w przegranym 1-6 towarzyskim meczu z amatorską reprezentacją Wielkiej Brytanii. W tym samym roku był w kadrze Szwecji na Igrzyska Olimpijskie w Londynie. Na turnieju w Anglii wystąpił w przegranym 1-12 spotkaniu z amatorską reprezentacją Wielkiej Brytanii. Ostatni raz w reprezentacji wystąpił 25 października 1908 w przegranym 3-5 towarzyskim spotkaniu z Holandią. W 21 min. zdobył w nim bramkę. W sumie wystąpił w 4 spotkaniach, w których zdobył 1 bramkę.
| Mecze i gole w reprezentacji | Mecze i gole w reprezentacji | Mecze i gole w reprezentacji | Mecze i gole w reprezentacji | Mecze i gole w reprezentacji | Mecze i gole w reprezentacji | Mecze i gole w reprezentacji |
| #                            | Data                         | Miasto                       | Przeciwnik                   | Gol                          | Wynik                        |                              |
| ---------------------------- | ---------------------------- | ---------------------------- | ---------------------------- | ---------------------------- | ---------------------------- | ---------------------------- |
| 1.                           | 08.09.1908                   | Göteborg                     | Wielka Brytania am.          |                              | 1:6                          | towarzyski                   |
| 2.                           | 20.10.1908                   | Londyn                       | Wielka Brytania am.          |                              | 1:12                         | Igrzyska Olimpijskie         |
| 3.                           | 23.10.1908                   | Londyn                       | Holandia                     |                              | 0:2                          | Igrzyska Olimpijskie         |
| 4.                           | 25.10.1908                   | Haga                         | Holandia                     | Gol                          | 3:5                          | towarzyski                   |